# Бурбуки
Бурбуки — хутор в Родионово-Несветайском районе Ростовской области.
Входит в состав Болдыревского сельского поселения.

## География
На хуторе имеются две улицы — Зелёная и Садовая.

## Население
| 2010 |
| ---- |
| 22   |

### Известные люди
В хуторе родился Буренко, Василий Иванович — Герой Советского Союза.